# 夏の怪談シリーズ
『夏の怪談シリーズ』（なつのかいだんシリーズ）は、1984年7月19日から同年8月16日までフジテレビ系列の木曜22:00 - 22:54（JST）につなぎ番組として放送された、単発時代劇の名称である。全5回。『弐十手物語』の打ち切りに伴い編成された。全て東映の制作。

## 放送作品一覧
1. 『怨みの黒猫屋敷』（7月19日放送）
  - 脚本：保利吉紀、中村勝行
  - 監督：岡本静夫
  - 出演：松方弘樹、叶和貴子、藤木孝、久保菜穂子、遠藤太津朗、江幡高志、戸浦六宏、津山栄一 他
2. 『新妻地獄』（7月26日放送）
  - 脚本：本田英郎
  - 監督：牧口雄二
  - 出演：勝野洋、斉藤とも子、風祭ゆき、森川正太、小池朝雄 他
3. 『呪われた花嫁』（8月2日放送）
  - 脚本：高久進、佐藤肇
  - 原案・監督：佐藤肇
  - 出演：山本みどり、斉藤慶子、小沢栄太郎、風間舞子 他
4. 『大奥妖霊の墓』（8月9日放送）
  - 脚本：下飯坂菊馬
  - 監督：牧口雄二
  - 出演：林与一、藤吉久美子、白石加代子、甲斐智枝美 他
5. 『真夜中の鬼女』（8月16日放送）
  - 原案：小池一夫
  - 脚本：宮川一郎
  - 監督：岡本静夫
  - 出演：天知茂、目黒祐樹、三原順子、石野真子、三ツ矢歌子 他

## スタッフ
- 企画：能村庸一(フジテレビ)、松平乘道(東映)
- プロデューサー：平山亨、清水敬三
- プロデューサー補：亀岡正人
- 音楽：津島利章